# Afrogecko
Afrogecko és un gènere de sauròpsids (rèptils) escatosos de la família dels gecònids. Es troba a Sud-àfrica i Angola.

## Taxonomia
- Afrogecko ansorgii (Boulenger, 1907)
- Afrogecko plumicaudus (Haacke, 2008)
- Afrogecko porphyreus (Daudin, 1802)
- Afrogecko swartbergensis (Haacke, 1996)